# Yola Berrocal
Yolanda del Prado Pascual Berrocal, más conocida como Yola Berrocal (Ciudad Real, 15 de septiembre de 1970), es una personalidad televisiva española que ha trabajado ocasionalmente como bailarina, cantante y actriz.

## Biografía
Nacida como Yolanda del Prado Pascual Berrocal, es hija de Manuel Pascual, ingeniero de minas y de María del Rosario Berrocal, decoradora. Creció en Pozuelo de Alarcón, Madrid y estudió Arte Dramático. Su primera aparición en televisión fue en 1994, en el programa ¿Cómo lo veis? presentado por Joaquín Prat, al que acudió junto a su familia como concursante. En 1997 apareció como bailarina en el programa Risas y estrellas de José Luis Moreno.[cita requerida]
Después de autoproclamarse novia del padre Apeles, un personaje popular de la prensa del corazón del momento, apareció en la portada de Interviú en 1998. En 2001 formó el grupo musical Sex Bomb con Malena Gracia y Sonia Monroy.Su canción "Ven, ven, ven" (2003) alcanzó el número 14 en las listas de sencillos de España. En 2003 participó en el reality show de Telecinco Hotel Glam y ganó. En los años siguientes se convirtió en un personaje habitual de los programas de corazón. 
En 2004 el artista Antonio Ortega utilizó su imagen para un proyecto, que consistía en abrir una oficina durante una exposición de la Fundación Miró para conseguir fondos de empresas con el fin de reproducir su figura de cera.
En febrero de 2006 apareció de nuevo en la portada de la revista Interviú con el titular: "Voy a poner de moda las tetas grandes en España". En el verano de ese mismo año se presentó como candidata a la alcaldía de Marbella creando para tal fin el partido YIL, Yola Independiente Liberal con el lema: "Marbella, porque YOLA valgo". En 2007 trabajó como colaboradora en el programa Sabías a lo que venías de La Sexta, en el que una vez a la semana daba su opinión sobre libros.En los años siguientes colaboró en Sálvame. 
En 2011 entró a su segundo reality, El reencuentro, que volvió a ganar. En 2012 formó un nuevo grupo musical, Atrevidas, con Sonia Monroy, que hizo una versión de la canción de Sabrina "Boys (Summertime Love)". Ha trabajado como actriz en papeles secundarios de películas como Torrente 2, y protagonizado Cosmética Terror (2017).Asimismo, ha colaborado en varias series y en casi 60 programas de televisión.[cita requerida] En 2016 se anunció su fichaje como concursante de Supervivientes, donde alcanzó el segundo puesto en la final. En 2020 entró en La casa fuerte, donde concursó como compañera de Leticia Sabater, proclamándose finalmente ambas como ganadoras.
Desde 2020 también trabaja como representante de artistas como Sonia Monroy o Marlene Morreau.[cita requerida]

## Filmografía

### Películas
| Películas | Películas                      | Películas | Películas                      | Películas          | Películas        |
| Año       | Título                         | País      | Director                       | Papel              | Notas            |
| --------- | ------------------------------ | --------- | ------------------------------ | ------------------ | ---------------- |
| 1996      | Te lo mereces                  | España    | Felipe Jiménez Luna            | Ella misma         | Cortometraje     |
| 1997      | Corazón loco                   | España    | Antonio del Real               | Ella misma         | Papel secundario |
| 1997      | Airbag                         | España    | Juanma Bajo Ulloa              | Mujer              | Papel menor      |
| 1998      | Atómica                        | España    | Alfonso Albacete, David Menkes | Super India        | Papel menor      |
| 2001      | Torrente 2: Misión en Marbella | España    | Santiago Segura                | Lulú               | Papel secundario |
| 2011      | Torrente 4: Lethal Crisis      | España    | Santiago Segura                | Chica póster       | Papel menor      |
| 2017      | Cosmética Terror               | España    | Fernando Simarro               | Enfermera Peterson | Papel principal  |

### Series de televisión
| Series de televisión | Series de televisión | Series de televisión | Series de televisión    | Series de televisión |
| Año                  | Título               | Cadena               | Papel                   | Presencia            |
| -------------------- | -------------------- | -------------------- | ----------------------- | -------------------- |
| 1996                 | Maravillas 10 y pico | Telecinco            | Amante                  | 1 episodio           |
| 1999                 | Puerta con puerta    | La 1                 | Ella misma              | 1 episodio           |
| 2019                 | Señoras del (h)AMPA  | Telecinco            | Brisquera               | 1 episodio           |
| 2020                 | La que se avecina    | Telecinco            | Presentadora de la gala | 1 episodio           |

### Programas de televisión
| Programas   | Programas                         | Programas  | Programas                               | Programas                |
| Año         | Título                            | Cadena     | Género                                  | Notas                    |
| ----------- | --------------------------------- | ---------- | --------------------------------------- | ------------------------ |
| 1997 - 1998 | Risas y estrellas                 | TVE        | Programa de variedades                  | Invitada                 |
| 2000 - 2002 | Mamma mía                         | Telemadrid | Crónica rosa                            | Colaboradora             |
| 2002 - 2003 | Esta es mi historia               | TVE        | Talk show                               | Colaboradora             |
| 2003        | Crónicas marcianas                | Telecinco  | Late show                               | Colaboradora             |
| 2005 - 2006 | A tu lado                         | Telecinco  | Magacín                                 | Reportera                |
| 2007        | Oh la la                          |            | Crónica rosa                            | Reportera y colaboradora |
| 2007        | Sabías a lo que venías            | La Sexta   | Late show                               | Reportera y colaboradora |
| 2009 - 2013 | Sálvame                           | Telecinco  | Crónica rosa                            | Colaboradora             |
| 2009 - 2013 | Vuélveme loca                     | Telecinco  | Crónica rosa                            | Reportera                |
| 2010        | La noria                          | Telecinco  | Talk show                               | Colaboradora             |
| 2010 - 2011 | Resistiré, ¿vale?                 | Telecinco  | Late show                               | Colaboradora             |
| 2016        | Hable con ellas                   | Telecinco  | Late show                               | Invitada                 |
| 2016-2022   | Deluxe                            | Telecinco  | Late show, crónica social y del corazón | Invitada                 |
| 2017        | Supervivientes                    | Telecinco  | Reality show                            | Colaboradora             |
| 2017-2021   | Sálvame                           | Telecinco  | Crónica rosa                            | Invitada                 |
| 2018 - 2019 | Cazamariposas                     | Telecinco  | Crónica rosa                            | Colaboradora             |
| 2019 - 2020 | Supervivientes: Conexión Honduras | Telecinco  | Reality show                            | Colaboradora             |
| 2020        | La casa fuerte                    | Telecinco  | Reality show                            | Colaboradora             |
| 2021 - 2024 | Socialité                         | Telecinco  | Crónica rosa                            | Reportera                |
| 2023        | Gran Hermano VIP 8                | Telecinco  | Reality show                            | Colaboradora y defensora |
| 2025        | Gran Hermano Dúo 3                | Telecinco  | Reality show                            | Defensora                |

### Reality shows
| Reality shows | Reality shows       | Reality shows | Reality shows |
| Año           | Título              | Cadena        | Resultado     |
| ------------- | ------------------- | ------------- | ------------- |
| 2003          | Hotel Glam          | Telecinco     | Ganadora      |
| 2011          | El Reencuentro      | Telecinco     | Ganadora      |
| 2016          | Supervivientes 2016 | Telecinco     | 2ª finalista  |
| 2020          | La casa fuerte      | Telecinco     | Ganadora      |

## Discografía

### Con Sex Bomb
- «Ven, ven, ven» (2003).

### Con Atrevidas
- «Boys (Summertime Love)» (2012).

### En solitario
- «Ritmo De La Noche» (con Prado Berrocal) (2003).[26]
- «Es una lata el trabajar» (con el elenco de Hotel Glam) (2003).[26]
- «Sigue sigue» (con Prado Berrocal) (2003).[27]